# Fórmula del punt fix holomòrfic de Lefschetz
En matemàtiques, la fórmula holomorfa de Lefschetz és un anàleg per a varietats complexes de la fórmula del punt fix de Lefschetz que relaciona una suma dels punts fixos d'un camp vectorial holomòrfic d'una varietat complexa compacta a una suma dels seus grups de cohomologia de Dolbeault.

## Definició
Si {\displaystyle f} és un automorfisme d'una varietat complexa compacta {\displaystyle M} amb punts fixos aïllats, llavors
{\displaystyle \sum _{f(p)=p}{\frac {1}{\det(1-A_{p})}}=\sum _{q}(-1)^{q}\operatorname {trace} (f^{*}|H_{\overline {\partial }}^{0,q}(M))}
on
- la suma és superior als {\displaystyle p} punts fixos de {\displaystyle f}
- la transformació lineal {\displaystyle A_{p}} és l'acció induïda per {\displaystyle f} en l'espai tangent holomòrfic a {\displaystyle p}